# She Doesn't Mind
«She Doesn't Mind» («A ella no le importa») es el segundo sencillo de Tomahawk Techique, quinto álbum de estudio del cantante jamaicano Sean Paul. Fue escrito por Sean Paul, Shellback y Benny Blanco y fue producido por Marinero y Benny Blanco. Fue lanzado el 29 de septiembre de 2011 en NRJ y Skyrock (radios francesas) y en iTunes el 31 de octubre. Al igual que su predecesor, Got 2 Luv U, que incluía la cantante estadounidense Alexis Jordan, debutó como número uno en Suiza.  

## Lista de canciones
Descarga digital
1. «She Doesn't Mind» – 3:47

Descarga digital
1. «She Doesn't Mind» (Remix de Pitbull) – 4:00